# Helina villositarsis
Helina villositarsis este o specie de muște din genul Helina, familia Muscidae. A fost descrisă pentru prima dată de Pandelle în anul 1898. Conform Catalogue of Life specia Helina villositarsis nu are subspecii cunoscute.